# اسکوئد

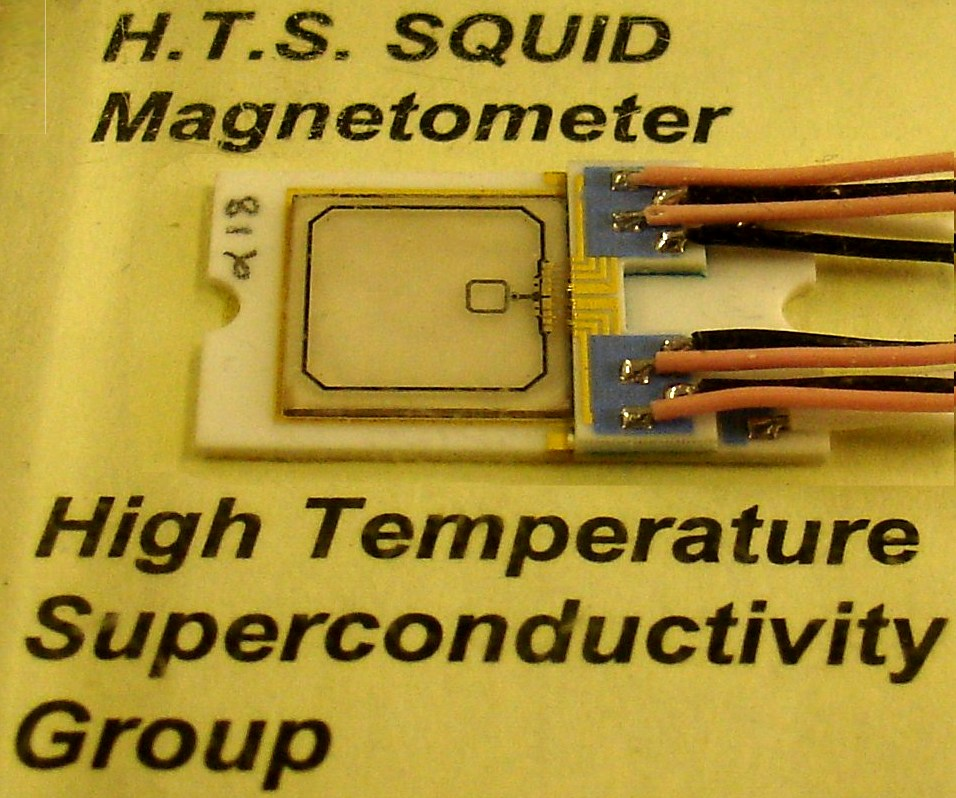
بخش سنسور SQUID

SQUID (که از حروف ابتدایی کلمات دستگاه ابررسانی تداخلی کوانتومی به انگلیسی :superconducting quantum interference device) یک مغناطیس سنج بسیار حساس است که برای اندازه گیری میدان های مغناطیسی بسیار ظریف استفاده می شود و بر اساس حلقه های ابررسانا ای که حاوی اتصالات جوزفسون هستند کار میکند و کاربرد های فراوانی در آزمایشات مختلف دارند. 
این میدان که به واحد الکتروکاردیوگرام ECG اندازه‌گیری می‌شود در تمام نقاط بدن قابل تشخیص است میدان قلب صد برابر بیشتر از میدان مغناطیسی مغز انرژی تولید میکند و با استفاده از مغناطیس سنج های موجود squid می‌توان تا 3فوت(هر 1 فوت مساوی با 0٫3448متر می باشد)اطراف بدن در تمام جهات تشخیص داد   
SQUID ها به اندازه ای حساس هستند که میتوانند برای اندازه گیری میدان هایی به کوچکی 5 در 10 به توان منفی 18 تسلا با چند روز اندازه گیری به طور متوسط مورد استفاده قرار گیرند.  سطح نویز آنها میتواند تا 3( ½−fT·Hz ) پایین باشد .  برای مقایسه، آهنربا معمولی یخچال و فریزر تولید میدان مغتاطیسی 0٫01 تسلا و برخی از فرایندهای در حیوانات میدان های مغناطیسی بسیار کوچکی بین 10به توان منفی 9 تسلا و 10 به توان منفی 6 تسلا تولید میکند.اخیراً SERF ها اختراع شده اند که یک مغناطیس سنج اتمی حساس تر بوده و نیازی به یخچال کریوژنیک ندارند اما ابعاد بزرگتری( 1(cm3) ) دارند و باید در یک میدان مغناطیسی غیر صفر باشند تا کار کنند.   

## در بدن
قلب قدرتمندترین منبع انرژی الکترومغناطیسی در بدن انسان هست
همینطور بزرگترین میدان انرژی ریتمیک را در بین هر کدوم از اندام های بدن تولید میکند
دامنه میدان الکتریکی قلب حدود 60 برابر بیشتر از فعالیت الکتریکی تولید شده توسط مغز است

#### تمام یاخته های زنده بدن انسان دارای جریان الکتریکی ضعیفی هستند. این جریان های ضعیف، میدان مغناطیسی ضعیفی ایجاد می کنند که قابل اندازه گیری هستند. اندازه این میدان ها با اسکوئد اندازه گیری می شود.

نمودار یک DC SQUID. جریات وارد و به دو مسیر تقسیم می شود ، هر یک با جریان و مشخص شده‌اند. موانع نازک در هر مسیر اتصالات جوزفسون است که با هم دو منطقه ابررسانا را تفکیک می کنند. نمایانگر شار مغناطیسی حلقه DC SQUID است.

شماتیک الکتریکی از SQUID که در آن جریان پایه است ، جریان بحرانی SQUID است ، شار رشته SQUID و پاسخ ولتاژ به آن شار است. نمادهای X نشان دهنده اتصالات جوزفسون هستند.

سمت چپ: طرح ولتاژ جریان در مقابل ولتاژ برای یک SQUID. منحنی های بالا و پایین به ترتیب با و مطابقت دارند. سمت راست: پاسخ ولتاژ دوره ای به دلیل شار داخل SQUID. تناوب برابر با یک کوانتوم شار است ،.
یک نکته مهم درباره میدان انرژی مغناطیسی قلب انسان نسبت به مغز:

عضله های اسکلتی {\displaystyle 10\simeq }
عضله مغز <{\displaystyle {10}^{-10}}

## یادداشت ها
1. ↑  Ran, Shannon K’doah (2004). Gravity Probe B: Exploring Einstein's Universe with Gyroscopes (PDF). NASA. p. 26.
2. ↑  D. Drung; C. Assmann; J. Beyer; A. Kirste; M. Peters; F. Ruede & Th. Schurig (2007). "Highly sensitive and easy-to-use SQUID sensors" (PDF). IEEE Transactions on Applied Superconductivity. 17 (2): 699–704. Bibcode:2007ITAS...17..699D. doi:10.1109/TASC.2007.897403. Archived from the original (PDF) on 2011-07-19.